# Júlia Sardà i Portabella
Júlia Sardà i Portabella és una il·lustradora i escriptora catalana. Filla del pintor Jordi Sardà i Valls (1953-2019), va néixer a Barcelona el 1987. De 2007 a 2010 hi va estudiar a l'Escola Massana.
En acabar els estudis va treballar un temps per a Disney Pixar i després es va establir com a artista independent. Ha rebut encàrrecs de nombroses editorials europeus.

## Obres destacades
- En Pere i el bosc (2015), el primer llibre infantil de Jaume Cabré.[5] Segons la crítica «El treball de la il·lustradora […] és espectacular: la paleta de colors ocres i foscos que utilitza, la relació entre aquests i el blanc de la pàgina, els fulls desplegables i els retallats...»[6] o «De fet, hem de ser justos: el que té més pes en aquest àlbum és la il∙lustració, malgrat que Cabré posi el text (i la signatura, tot sigui dit).»[7]
- Los Liszt, (2018) conte amb text de la canadenca Kyo MacClear,[8] considerat pels llibreters de Navarra millor llibre il·lustrat de l'any 2018.[1] Segons la crítica del Publishers Weekly: «Les il·lustracions elegants de Sardà duen una olor de Wes Anderson, amb fusteria fosca i humor fosc, també, com en un grup familiar, completament vestit, prenent el sol al costat de la piscina buida mentre l'Edward s'asseu tristament al trampolí».[9]
- Old Possum's book of practical cats (2021) nova edició del clàssic de T.S. Eliot del 1939, que entre d'altres va inspirar el musical Cats.[10]